# آبشار متلاکو
آبشار متلاکو (به انگلیسی: Metlako Falls) آبشاری است که در Eagle Creek، Columbia River Gorge National Scenic Area، Hood River County، Oregon، ایالات متحده آمریکا واقع شده و ارتفاع کلی ریزشگاه آن 101 feet است.